# 고은실 (정치인)
고은실(高恩實, 1963년 4월 13일 ~ )은 대한민국의 제11대 제주특별자치도의원이다.

## 학력
- 남원중학교 졸업
- 서귀포여자고등학교 졸업
- 우석대학교 특수교육학과 학사 졸업

## 경력
- 제주장애인연맹 회장
- 제주특별자치도장애인총연합회 회장
- 탐라장애인종합복지관 관장
- 다솜발달장애인대안학교 이사장
- 발달장애인 일터 신명누리 대표
- 정의당 제주도당 장애인위원회 위원장
- 2018.07 ~ 2022.06 제11대 제주특별자치도의회 의원
- 2018.07 ~ 2020.07 제11대 제주특별자치도의회 전반기 윤리특별위원회 위원
- 2018.07 ~ 2020.07 제11대 제주특별자치도의회 전반기 의회운영위원회 위원
- 2018.07 ~ 2020.07 제11대 제주특별자치도의회 전반기 예산결산특별위원회 위원
- 2018.07 ~ 2020.07 제11대 제주특별자치도의회 전반기 교육위원회 위원
- 2020.07 ~ 2022.06 제11대 제주특별자치도의회 후반기 보건복지안전위원회 위원
- 2020.07 ~ 2020.08 제11대 제주특별자치도의회 포스트코로나대응 특별위원회 위원

## 수상
- 2013 대통령 표창

## 역대 선거 결과
|  | 6.10% |

|  | 11.87% |

|  | 15.57% |